# Protochelifer australis
Espèce
Synonymes
- Idiochelifer australis Tubb, 1937

Protochelifer australis est une espèce de pseudoscorpions de la famille des Cheliferidae.

## Distribution
Cette espèce est endémique du Victoria en Australie. Elle se rencontre sur l'île Lady Julia Percy.

## Publication originale
- Tubb, 1937 : Reports of the expedition of the McCoy Society for field investigation and research (Lady Julia Percy Island). 19. Arachnida. Proceedings of the Royal Society of Victoria (new series), vol. 49, p. 412-421.